# Tour de Baranya
Tour de Baranya (i Tour de Baranja), međunarodna športska manifestacija Mađara iz Hrvatske, Mađara iz Vojvodine i Mađarske. Prvi put priređena, u organizaciji Demokratske zajednice Mađara Hrvatske, u kolovozu 2005. godine, kao biciklijada kroz Baranju. Planira se da bude tradicionalna. Naziv nastao prema Tour de France.